# Giorno della Repubblica Democratica Tedesca
Il Giorno della Repubblica (Tag der Republik in tedesco), chiamato anche Festa nazionale della Repubblica Democratica Tedesca (Nationalfeiertag der Deutschen Demokratischen Republik), è stata una festa nazionale della Germania Est, celebrata ogni 7 ottobre dal 1950 al 1989.

## Storia

### Origini

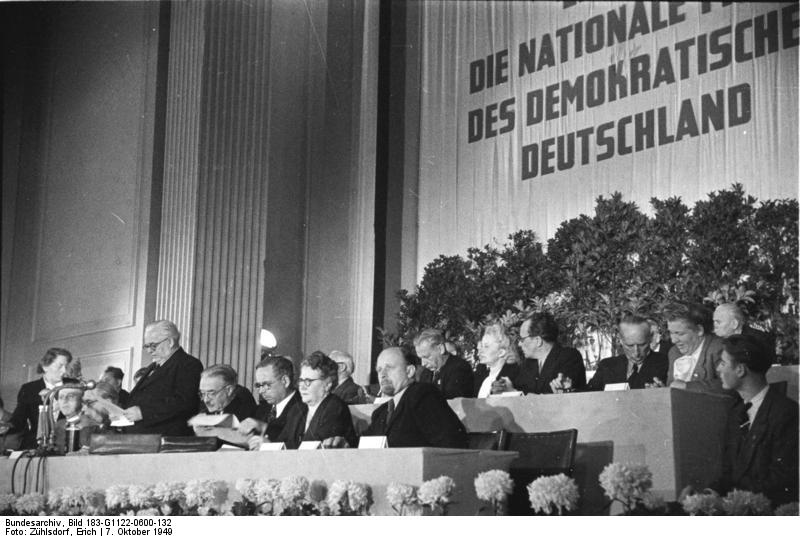
Riunione costituente della Camera popolare provvisoria il 7 ottobre 1949

Il 7 ottobre 1949 venne fondata la Repubblica Democratica Tedesca, nata dalla zona di occupazione sovietica. La Camera popolare provvisoria ha dunque emanato la Costituzione, promulgata quasi sei mesi dopo la Legge fondamentale della Germania Ovest, pubblicata il 23 maggio 1949. Nei giorni successivi venne formato il governo e fu eletto il presidente della Repubblica, Wilhelm Pieck.

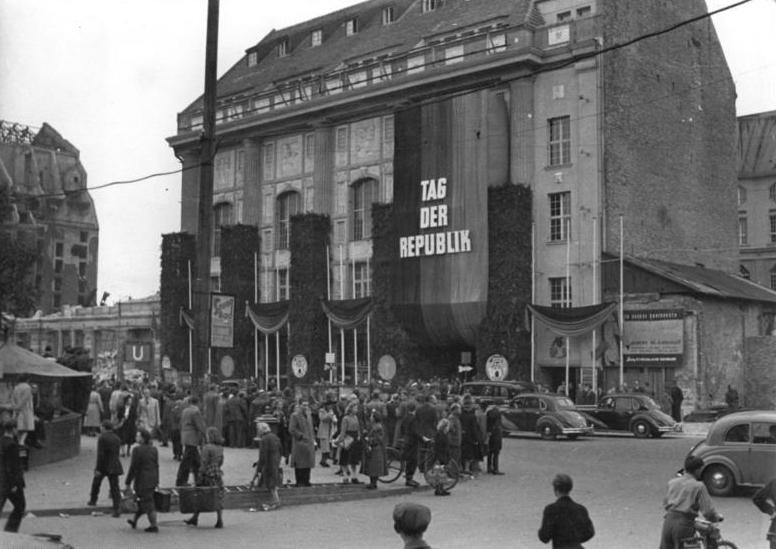
L'Admiralspalast di Berlino decorato in occasione della Festa della Repubblica del 1950

Il 21 aprile 1950 vennero istituite due feste nazionali: il Giorno della Repubblica (celebrato il 7 ottobre, in occasione del quale sarebbero stati consegnati i Premi nazionali e da onorare ogni 5 anni, emettendo dei francobolli commemorativi) e il Giorno della Liberazione (commemorato l'8 maggio).

### Festeggiamenti
A partire dalla fine degli anni 1950 vennero eseguite in varie città anche delle parate militari, organizzate dal Nationale Volksarmee appena fondato, coinvolgendo anche la sua flotta navale facendola sfilare sul Mar Baltico.

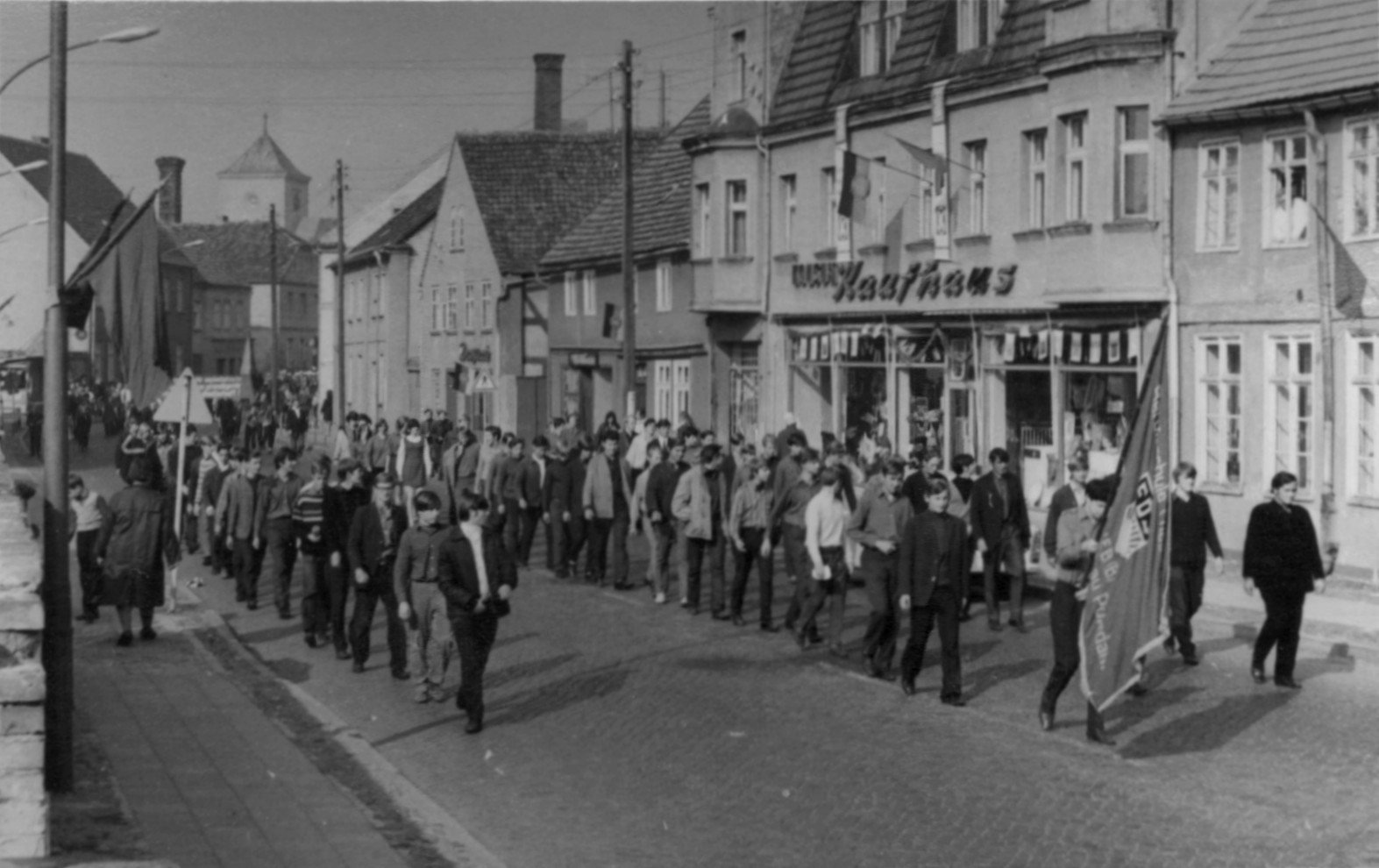
Celebrazioni della Libera Gioventù Tedesca a Friesack, nel 1969

Berlino Est non era riconosciuta come capitale della Repubblica da parte della Germania Ovest — fatto che aveva già contribuito a causare il blocco — e la violazione della smilitarizzazione, causata dalle parate militari organizzate per il Giorno della Repubblica, contribuì a portare alla crisi del 1961: da allora l'evento principale della manifestazione diventò quello celebrato in città, davanti al Palast der Republik. Nel corso degli anni hanno partecipato anche membri dei Kampfgruppen der Arbeiterklasse, della Libera Gioventù Tedesca e lavoratori di tutti i Berzik.

### Proteste

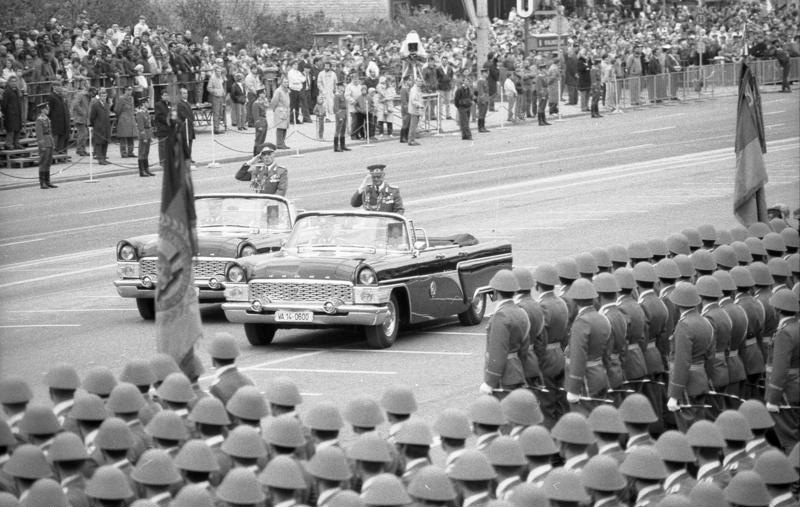
I generali Stechbarth (a sinistra) e Keßler (a destra) prendono parte alla parata dell'esercito nelle loro limousine GAZ-13 Tschaika, in occasione del 39º anniversario nel 1988

Durante la 28ª Festa nazionale del 1977 si verificò una delle più grandi proteste della storia della Repubblica Democratica: un migliaio di spettatori di un concerto rock tenutosi ad Alexanderplatz si scontrarono con la Volkspolizei, causando centinaia di feriti e diversi morti.
Il 40º Giorno della Repubblica, festeggiato nel 1989, vide la presenza di alcuni ospiti internazionali tra cui Michail Gorbačëv che, rivolgendosi a quanti si stavano opponendo a un cambio di leadership nel Partito Socialista Unificato di Germania, disse:
Quella stessa sera ci furono varie proteste in altrettante città, sedate brutalmente dalla Volkspolizei e dalla Stasi.
Fu anche l'ultima ricorrenza prima della riunificazione tedesca: essa avvenne il 3 ottobre dell'anno successivo, 4 giorni prima della festa.

## Spille
Dal 1954 è stata rilasciata, a ogni anniversario, una spilla celebrativa da indossare in occasione delle celebrazioni. Erano realizzate principalmente in plastica, anche se in qualche occasione furono realizzate anche in metallo

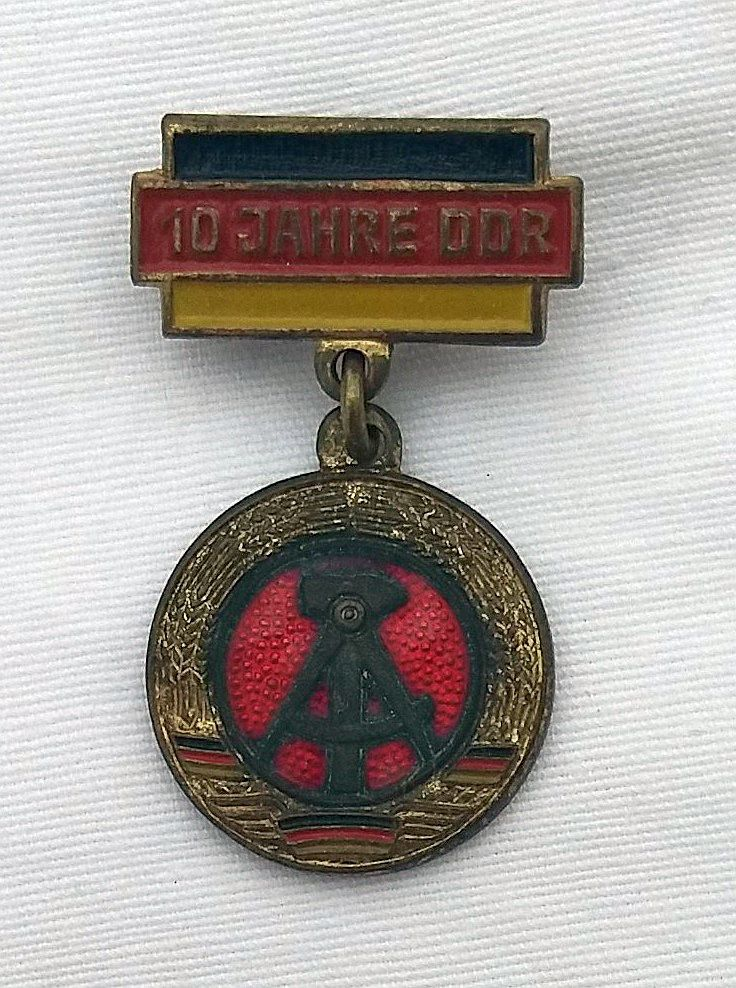
Spilla del 10º anniversario
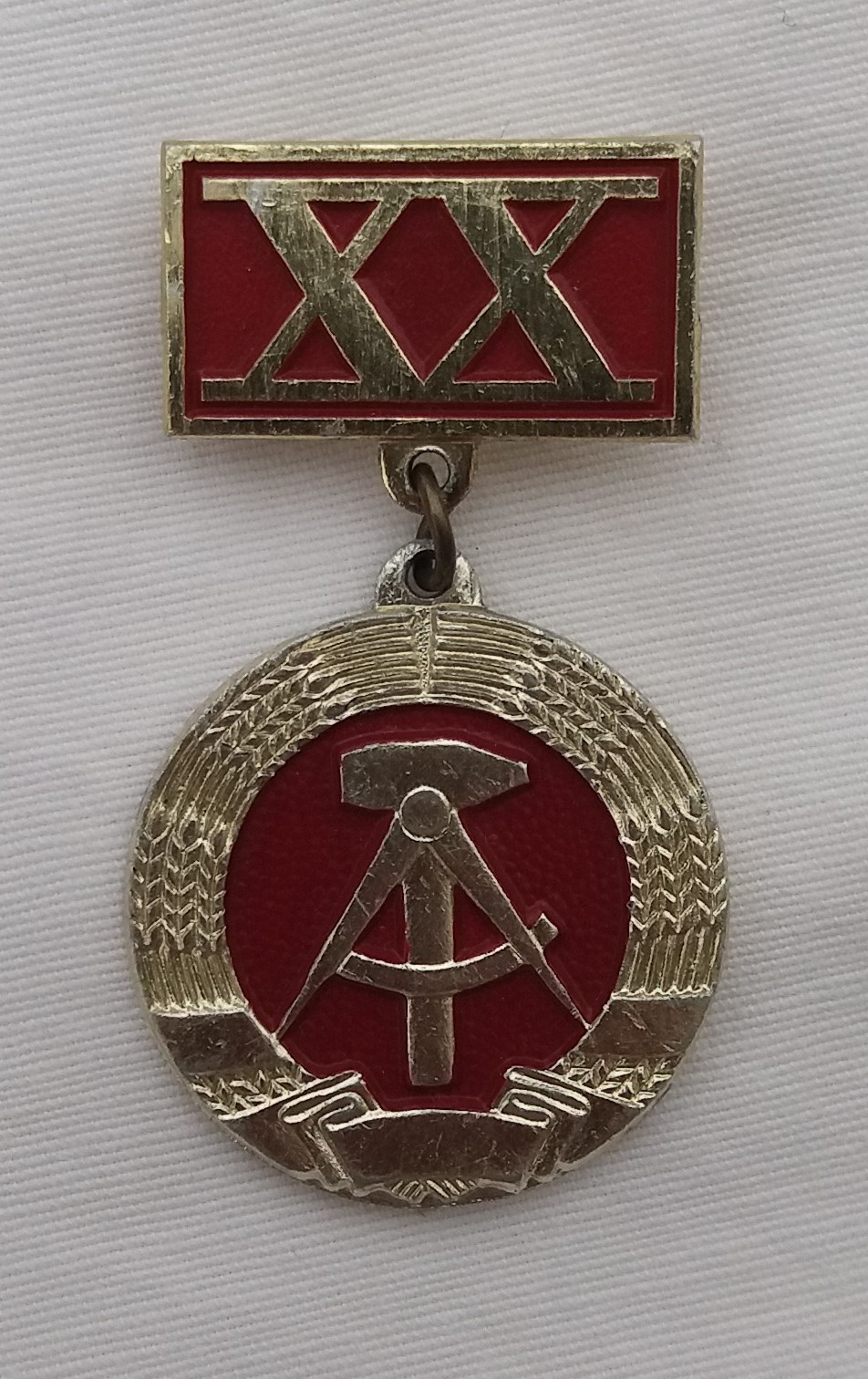
Spilla del 20º anniversario
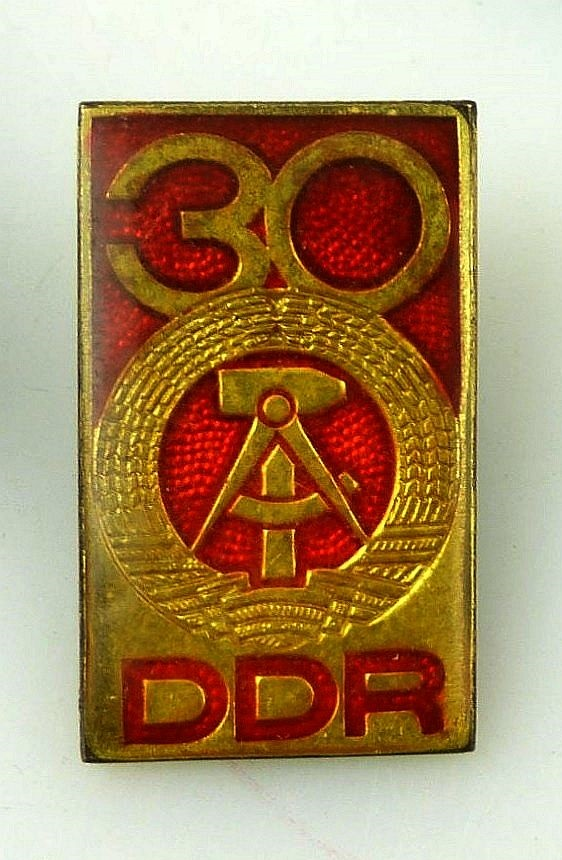
Spilla del 30º anniversario
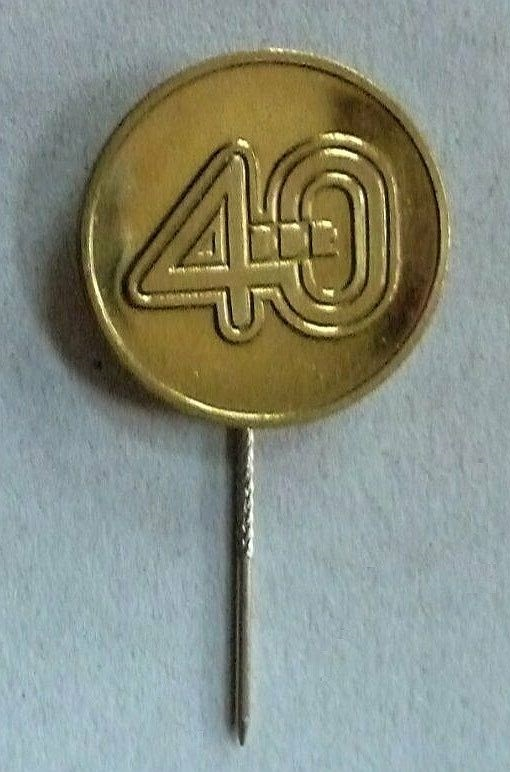
Spilla del 40º anniversario